# Ганеев, Реналь Рамилевич
Реналь Рамилевич Гане́ев (род. 13 января 1985 года, Уфа, БАССР) — российский фехтовальщик, призёр Олимпийских игр, заслуженный мастер спорта (фехтование, рапира).
Мастер спорта России (2000), мастер спорта России международного класса (2003), заслуженный мастер спорта России (2004) по фехтованию. Капитан Вооружённых Сил Российской Федерации.
В сборной команде России с 2004 года.
Одновременно выступает за Московскую область и ЦСКА (за Российскую Армию).
Рост — 182 см. Вес — 75 кг.
Первый тренер — Аюпов Рамиль Исмагилович.

## Достижения
Победитель в командном и серебряный призёр в личном первенстве чемпионата России (2004).
Победитель в командном и серебряный призёр в личном первенстве чемпионата Европы (2004).
Победитель (2003) и серебряный призёр (2004) чемпионатов мира среди юниоров в личном первенстве.
Бронзовый призёр Игр XXVIII Олимпиады в Афинах (2004) в командном первенстве.
Серебряный призёр Кубка мира (2004) в командном первенстве.
Чемпион России (2011) в личных и командных соревнованиях.
Тренеры — Р. И. Аюпов и Анвар Ибрагимов.

## Результаты
В личном зачёте
серебряный призёр (2002) чемпионата мира,
бронзовый призёр международных спортивных Игр стран СНГ, Балтии и регионов России (2002) среди юношей;
чемпион мира (2003),
чемпион Европы (2003),
чемпион России (2003);
серебряный (2004)призёр чемпионата мира среди юниоров;
бронзовый (2005) призёр чемпионата мира среди юниоров;
бронзовый призёр Международных соревнований Гран-при (2009, Италия);
серебряный (2004)  призёр чемпионата Европ
бронзовый (2010) призёр чемпионата Европы,
чемпион России (2011),
серебряный (2004) призёр чемпионата России
бронзовый (2002; 2012) призёр чемпионата России;
серебряный призёр зимнего чемпионата России (2002),
обладатель Кубка России (2007; 2011) среди мужчин.
В командном зачёте
победитель международных спортивных Игр стран СНГ, Балтии и регионов России (2002) среди юношей;
чемпион мира (2005);
чемпион Европы (2002, 2003),
чемпион России (2002, 2003),
серебряный (2003) призёр чемпионата мира,
бронзовый (2004) призёр чемпионата мира,
бронзовый призёр чемпионата Европы (2004) среди юниоров;
бронзовый призёр чемпионата мира (2009),
чемпион Европы (2004),
серебряный (2007; 2009; 2010),
бронзовый (2011) призёр чемпионата Европы;
чемпион России (2003, 2004; 2009; 2010; 2011; 2012),
серебряный (2002),
бронзовый (2005; 2006; 2007; 2008; 2009) призёр чемпионата России,
обладатель Кубка России (2004; 2011),
серебряный призёр Кубка России (2008; 2010);
победитель (2010), серебряный призёр этапов Кубка мира (Шанхай; Каир; Гавана – все 2004 ; Санкт-Петербург – 2009);
победитель Гран-при (2010, Франция) среди мужчин.
Член юношеской и юниорской (с 2000), национальной (с 2003) сборной команды России.
Бронзовый призёр Игр 28-й Олимпиады (Афины, Греция, 2004),
чемпион (2007) и бронзовый призёр (2005) Всемирной летней Универсиады.

## Обучение
Воспитанник республиканского школы-интерната спортивного профиля № 5  Уфы. Воспитанник СДЮСШОР № 23  Уфы (c 1993 ) и ШВСМ РБ (ГАУ ЦПВСМ РБ; с 2002 ; (тренеры — Р. И. Аюпов, А. К. Ибрагимов, Ю. В. Лыков).
Окончил БИФК (2008), БАГСУ (2011).

## Награды и звания
- Медаль ордена «За заслуги перед Отечеством» II степени — За большой вклад в развитие физической культуры и спорта, высокие спортивные достижения[1]
- Заслуженный мастер спорта России
- Почётная грамота Президента Российской Федерации (19 июля 2013 года) — за высокие спортивные достижения на XXVII Всемирной летней универсиаде 2013 года в городе Казани[2]
- Орден Салавата Юлаева (2004),
- знак отличия «За самоотверженный труд в РБ» (2012).